# Entre Ríos
Entre Ríos (Provincia de Entre Ríos), spanska för "mellan floderna", är en provins i Argentina. Entre Ríos är beläget i landets nordöstra region och gränsar till Uruguay i öst, Santa Fé i väst, Corrientes i norr och Buenos Aires i söder.
Provinsen har en yta av 78 781 kilometer och hade 2008 1 255 000 invånare.
Provinsens huvudstad är Paraná som har runt 250 000 invånare och ligger invid Paranáfloden. På motsatt sida av flodbanken ligger Santa Fé (huvudstad i provinsen med samma namn). En tunnel under floden sammanbinder städerna.